# Townsend (Wisconsin)
Townsend – miasto w Stanach Zjednoczonych, w stanie Wisconsin, w hrabstwie Oconto.